# Jindřich Zbožný

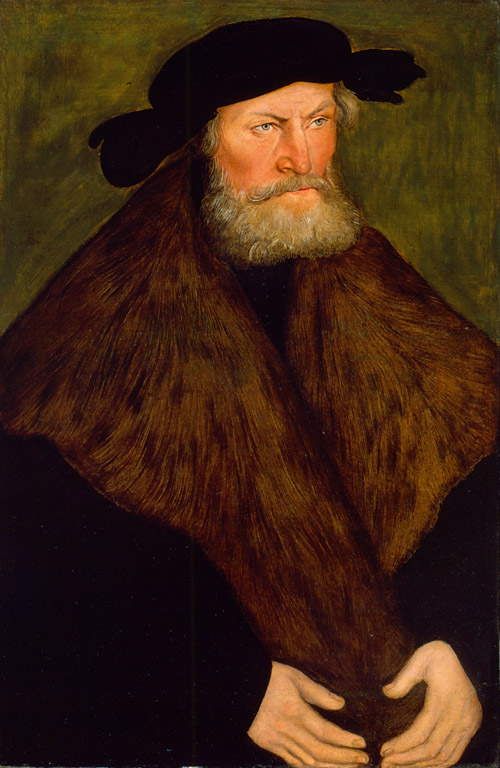
Portrét Jindřicha Zbožného od Lucase Cranacha staršího z roku 1528

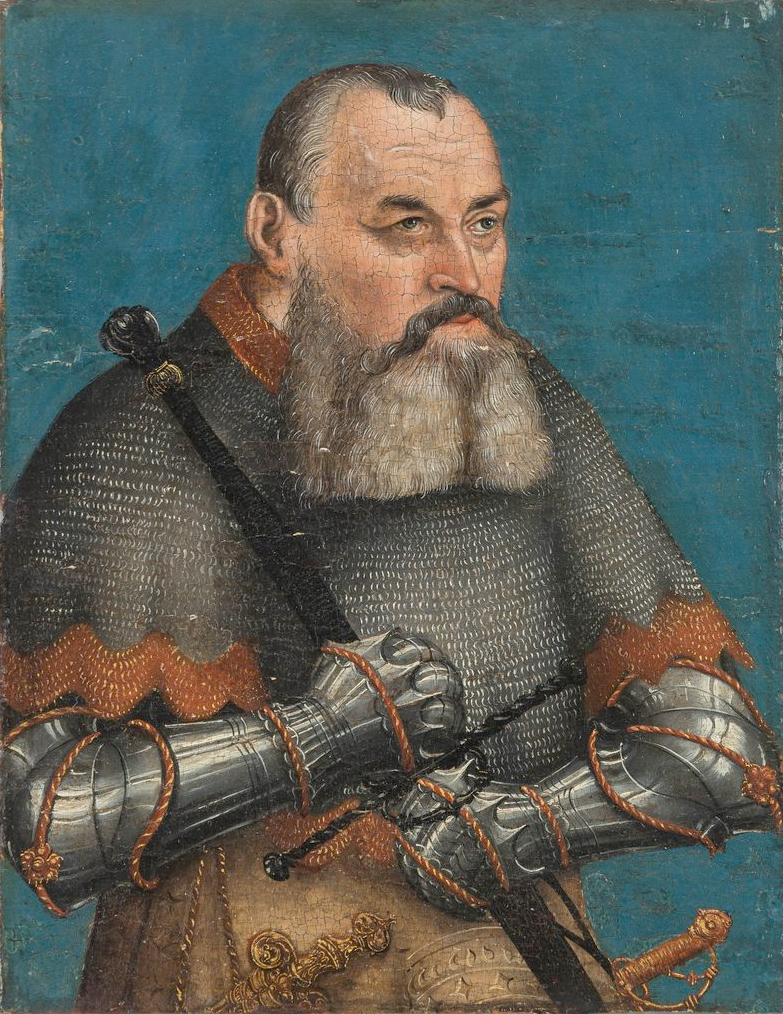
Portrét Jindřicha Zbožného jako válečníka od Lucase Cranacha staršího; kolem roku 1532

Jindřich Zbožný (německy Heinrich der Fromme, 16. března 1473 Drážďany – 18. srpna 1541 Drážďany) byl v letech 1539–1541 saský vévoda a zaháňský kníže z albertinské větve rodu Wettinů, který za své dvouleté vlády učinil nezvratná rozhodnutí v raně novověké saské historii. Svým důsledným zavedením reformace shora vytvořil předpoklady pro církevní, kulturní a politický vývoj země v následujících desetiletích a stoletích.

## Původ
Jindřich byl druhým synem vévody Albrechta III. Saského (1443–1500), který po Lipském dělení založil albertinskou linii Wettinů. Jeho matkou byla Sidonie, zvaná také Zdenka Česká (1449–1510), dcera českého krále Jiřího z Poděbrad z jeho manželství s Kunhutou ze Šternberka. Jindřichův starší bratr Jiří Bradatý zdědil po svém otci v roce 1500 vládu v Saském vévodství; jeho starší sestra Kateřina se provdala za rakouského arcivévodu Zikmunda Habsburského; jeho mladší bratr Fridrich se roku 1498 stal velmistrem Řádu německých rytířů.

## Život
Jako druhorozený syn saského vévody Albrechta strávil Jindřich dětství a mládí na otcových dvorech v Drážďanech a Torgau. Když po Lipském dělení v roce 1485 obdržel Albrecht svou vlastní državu – albertinské saské vévodství –, snažil se v rámci svých četných vojenských akcí ve prospěch Habsburků zajistit pro Jindřicha uplatnění mimo wettinská území. V důsledku toho mu roku 1499 předal vládu coby guvernérovi nad Frískem, které dosáhl v předchozím roce. Jelikož se Jindřichovi nepodařilo zlomit odpor Frísů, vrátil se po smrti otce v roce 1500 zpět ke dvoru svého bratra Jiřího, jemuž nejprve dočasně a poté s „Bratrskou smlouvou“ roku 1505 trvale předal svůj fríský titul. Na základě regule Albrechtova „Otcovského pořádku“ (1499) pro případ ztráty Fríska dostal Jindřich od svého bratra krušnohorské kanceláře Freiberg a Wolkenstein – s výjimkou ziskových dolů – a roční rentu. K dodnes viditelným změnám za panování Jindřicha v této oblasti patří přestavba zámku Freudenstein, stavební úpravy wettinského pohřebiště v dómu Panny Marie a založení horního města Marienberg. Jako „upozaděný mladší bratr“ se Jindřich sotva angažoval v nějaké teritoriální nebo dokonce říšské politice. Teprve v roce 1512 se oženil s Kateřinou, nejmladší dcerou Magna z Meklenburgu. V manželství se narodilo šest dětí včetně dvou pozdějších kurfiřtů Mořice a Augusta.

### Zavedení reformace
Jindřichův trvalý význam pro saskou historii spočívá především v zavedení reformace do Saska v roce 1539. Ještě po roce 1520 byl vévoda, jenž v mladších letech putoval do Jeruzaléma (1498) a Santiaga de Compostely (1503/04), věrným stoupencem staré víry a svého bratra opakovaně ujišťoval o jeho podpoře proti novému učení. Jeho manželka Kateřina se obrátila na luterskou víru roku 1525, známky sblížení s reformací, a tedy i s ernestinskými bratranci lze u Jindřicha pozorovat až kolem roku 1530. Během návštěv v Torgau a Wittenbergu slyšel v letech 1531–1534 kázat Martina Luthera. Ve stejné době došlo v oblasti Freibergu k výraznému uvolnění protireformační církevní politiky. Povoláním evangelického šlechtice Antona von Schönberga a kazatele Jakoba Schenka začala v roce 1536 ve Freibergu rozhodující fáze jeho oddané luterské církevní politiky. Evangelická novoroční bohoslužba i vizitace provedená s masivní ernestinskou podporou iniciovala přestup k reformaci v oblasti Freibergu. Ve stejném roce byl Jindřich zapojen do Šmalkaldského spolku, aniž by musel platit odpovídající příspěvky. Navzdory výhružným gestům ze strany vévody Jiřího a teologickým sporům o kázání Jakuba Schenka, jenž musel roku 1538 opustit Freiberg, byl freiberský pokus o reformaci úspěšný. Druhá vizitace v roce 1538 stejně jako jmenování zkušených reformátorů, jako byli Nikolaus Hausmann, Caspar Zeuner nebo Hieronymus Weller, všichni tři rodáci z Freibergu, vedly k ustavení první evangelické církve na albertinském území.
Navzdory intenzivní snaze vévody Jiřího zabránit následnictví svého evangelického bratra, mohl Jindřich po jeho smrti v dubnu 1539 převzít vládu. Již během své holdovací cesty dal nový panovník jasně najevo, že chce kurz nastoupený ve Freibergu rozšířit v celé albertinské državě. Obzvláště slavnostní evangelické bohoslužby v Annabergu, Lipsku a Drážďanech za účasti kurfiřta Jana Fridricha I. Saského a wittenberských teologů ukázaly Jindřichovu vůli zavést reformaci stejně jako obrovský ernestinský vliv na tento projekt. V červenci/srpnu se uskutečnila první tzv. naléhavá vizitace vévodství za účasti ernestinských vizitátorů, především Justa Jonase staršího. Základem nové zemské církve se stalo „Učení vizitátorů“, které roku 1539 vyšlo v novém vydání pro Saské vévodství stejně jako nově vypracovaný řád bohoslužeb, který byl jako „Jindřichova agenda“ spojen s tímto vévodou až do 19. století. K jistému přeorientování vévodovy církevní politiky došlo po zemském sněmu v Saské Kamenici v listopadu 1539: stavy požadovaly, aby se Jindřich více podílel na zaváděných opatřeních a vymanil se tak z vlivu ernestinské linie. Druhá zemská vizitace od prosince 1539 do října 1540 byla proto provedena čistě albertinskou komisí. Jindřich nařídil zabavení klášterních majetků, které začalo okamžitě poté, co byli jmenováni zástupci odpovědné komise. Kromě personálních opatření, jako bylo obsazení církevních funkcí nebo superintendentů, kromě reorganizace církevních majetků se do centra zeměpanské politiky dostala také Lipská univerzita. Byl zde zvolen nový rektor Caspar Borner a pro pedagogické pracovníky se stalo závazným Confessio Augustana. Dále byl ještě za Jindřichovy vlády povolán Joachim Camerarius a univerzita byla rozšířena o zkonfiskované budovy dominikánského kláštera sv. Pavla a knižní sbírky klášterních knihoven.
Náboženské spory formovaly albertinskou politiku také na říšské rovině. Zpočátku nástup Jindřicha znamenal faktický konec starověreckého Norimberského spolku, který ztratil se Saským vévodstvím jednoho ze svých nejdůležitějších a nejaktivnějších členů, jakož i v Drážďanech uchovávanou válečnou pokladnu. Na druhou stranu to nešlo ruku v ruce s posílením nové vazby se Šmalkaldským spolkem. Zatímco původní členové očekávali, že Jindřich přijatý za zvláštních podmínek roku 1537 se nyní stane řádným a platícím členem, on nebyl připraven platit příspěvky bez toho, aby, jak praví ústava spolku, získal hlas ve spolkové radě. Vzhledem k tomu, že v této otázce nebylo možné dosáhnout dohody, zůstal vztah ke Šmalkaldskému spolku mezi Jindřichem a jeho dědici nevyřešen. V tomto politickém napětí se však vévoda pokusil zdůraznit teologickou jednotu s Wittenbergem. Na náboženských jednáních v Hagenau, Wormsu a Řezně se zástupci Albertinů přirozeně připojili k protestantskému táboru. Jedno ze dvou hlasovacích práv náležejících Albertinům dostal ve Wormsu přední luterský teolog Johannes Brenz. Jindřich tím dal na říšské rovině najevo, že Saské vévodství je součástí evangelického území. Také snahy Habsburků odradit Jindřicha s přihlédnutím k odkazu vévody Jiřího od jeho církevní politiky byly neúspěšné. Totéž platí pro pokusy biskupů v Míšni a Merseburgu vyhnout se vévodovým nařízením s odvoláním na jejich říšský stav.
Když Jindřich, který již léta trpěl nemocemi a fyzickými obtížemi, v roce 1541 zemřel, zanechal za sebou teritorium, které se za pouhé dva roky změnilo v protestantskou zemi. Byla učiněna teologická i strukturální rozhodnutí, která měla dlouhodobě utvářet sebeobraz a politiku albertinského Saska a jeho panovníků. Raně novověká saská historiografie proto přisoudila Jindřichovi přezdívku „Zbožný“. V 19. a na počátku 20. století však došlo ke změně jeho obrazu. Za zdůraznění vlivu ernestinského kurfiřta, vévodkyně Kateřiny, evangelických radních a zemských stavů viděli historici v Jindřichovi slabého a závislého panovníka. Výsledný nedostatek zájmu o Jindřicha v nedávné historiografii ukazuje, že přehodnocení prvního protestantského Albertina je otázkou dalšího bádání.

## Potomstvo
Z manželství s Kateřinou z Meklenburgu se narodilo šest potomků:
- Sibyla Saská (1515–1592) ⚭ František I. Sasko-Lauenburský (1510–1581)
- Emílie Saská (1516–1591) ⚭ Jiří Braniborsko-Ansbašský (1484–1543)
- Sidonie Saská (1518–1575) ⚭ Erich II. z Braunschweigu-Calenbergu-Göttingen (1528–1584)
- Mořic Saský (1521–1553), kurfiřt saský ⚭ Anežka Hesenská (1527–1555)
- Severin Saský (1522–1533)
- August Saský (1526–1586), kurfiřt saský ⚭ Anna Dánská (1532–1585)

## Genealogie
| Tabulka předků Jindřicha Zbožného | Tabulka předků Jindřicha Zbožného                                                       | Tabulka předků Jindřicha Zbožného                                                       | Tabulka předků Jindřicha Zbožného                                              | Tabulka předků Jindřicha Zbožného                                             | Tabulka předků Jindřicha Zbožného                                               | Tabulka předků Jindřicha Zbožného                                               | Tabulka předků Jindřicha Zbožného                                         | Tabulka předků Jindřicha Zbožného                                         |
| --------------------------------- | --------------------------------------------------------------------------------------- | --------------------------------------------------------------------------------------- | ------------------------------------------------------------------------------ | ----------------------------------------------------------------------------- | ------------------------------------------------------------------------------- | ------------------------------------------------------------------------------- | ------------------------------------------------------------------------- | ------------------------------------------------------------------------- |
| Prapraprarodiče                   | Markrabě Fridrich III. Míšeňský (1332–1381) ⚭ 1346 Kateřina z Hennebergu (1334–1397)    | Vévoda Jindřich Brunšvicko-Lüneburský (1355–1416) Sofie Pomořanská (1370–1406)          | Vévoda Leopold III. Habsburský (1351–1386) ⚭ 1365 Viridis Visconti (1350–1414) | Ziemowit IV. Alexandra Litevská                                               | Boček starší z Poděbrad (–1417) Anna Eliška z Lipé                              | ?                                                                               | ?                                                                         | ?                                                                         |
| Praprarodiče                      | Kurfiřt Fridrich I. Saský (1370–1428) ⚭ 1402 Kateřina Brunšvicko-Lüneburská (1395–1442) | Kurfiřt Fridrich I. Saský (1370–1428) ⚭ 1402 Kateřina Brunšvicko-Lüneburská (1395–1442) | Vévoda Arnošt Habsburský (1377–1424) ⚭ 1412 Cimburgis Mazovská (1394/97–1429)  | Vévoda Arnošt Habsburský (1377–1424) ⚭ 1412 Cimburgis Mazovská (1394/97–1429) | Viktorín Boček z Kunštátu a Poděbrad (1403–1427) Anna z Vartemberka (1403–1427) | Viktorín Boček z Kunštátu a Poděbrad (1403–1427) Anna z Vartemberka (1403–1427) | Smil Holický ze Šternberka (–1431) Barbora z Pardubic (–1433)             | Smil Holický ze Šternberka (–1431) Barbora z Pardubic (–1433)             |
| Prarodiče                         | Kurfiřt Fridrich II. Saský (1412–1464) ⚭ 1431 Markéta Habsburská (1416–1486)            | Kurfiřt Fridrich II. Saský (1412–1464) ⚭ 1431 Markéta Habsburská (1416–1486)            | Kurfiřt Fridrich II. Saský (1412–1464) ⚭ 1431 Markéta Habsburská (1416–1486)   | Kurfiřt Fridrich II. Saský (1412–1464) ⚭ 1431 Markéta Habsburská (1416–1486)  | Král Jiří z Poděbrad (1420–1471) ⚭ 1441 Kunhuta ze Šternberka (1425–1449)       | Král Jiří z Poděbrad (1420–1471) ⚭ 1441 Kunhuta ze Šternberka (1425–1449)       | Král Jiří z Poděbrad (1420–1471) ⚭ 1441 Kunhuta ze Šternberka (1425–1449) | Král Jiří z Poděbrad (1420–1471) ⚭ 1441 Kunhuta ze Šternberka (1425–1449) |
| Rodiče                            | Vévoda Albrecht III. Saský (1443–1500) ⚭ 1464 Zdenka Česká (1449–1510)                  | Vévoda Albrecht III. Saský (1443–1500) ⚭ 1464 Zdenka Česká (1449–1510)                  | Vévoda Albrecht III. Saský (1443–1500) ⚭ 1464 Zdenka Česká (1449–1510)         | Vévoda Albrecht III. Saský (1443–1500) ⚭ 1464 Zdenka Česká (1449–1510)        | Vévoda Albrecht III. Saský (1443–1500) ⚭ 1464 Zdenka Česká (1449–1510)          | Vévoda Albrecht III. Saský (1443–1500) ⚭ 1464 Zdenka Česká (1449–1510)          | Vévoda Albrecht III. Saský (1443–1500) ⚭ 1464 Zdenka Česká (1449–1510)    | Vévoda Albrecht III. Saský (1443–1500) ⚭ 1464 Zdenka Česká (1449–1510)    |
| Jindřich Zbožný                   |                                                                                         |                                                                                         |                                                                                |                                                                               |                                                                                 |                                                                                 |                                                                           |                                                                           |